# Dundrum (Dublin)
Dundrum (irisch Dún Droma; dt.: Kammfestung) ist eine Vorstadt bzw. ein Stadtteil von Dublin im County Dún Laoghaire-Rathdown im Süden von Dublin. Bis zur verwaltungstechnischen Neuordnung der Countys in der Republik Irland am 1. Januar 1994 gehörte Dundrum zum County Dublin, heute liegt es im County Dún Laoghaire-Rathdown.

## Lage
Dundrum liegt etwa acht Kilometer südlich des Stadtzentrums von Dublin und etwa sechs Kilometer westlich von Dún Laoghaire. Im Stadtgebiet kreuzen sich die R117 und die R826.

## Geschichte
Die Siedlung hieß im 8. Jahrhundert Taney (nach irisch Tigh Naithi: Haus des Nath Í, ein Heiliger, der im 7. Jahrhundert gelebt haben soll). 1178 wird der Ort ebenfalls mit diesem Namen bekannt.
Als die Normannen im ausgehenden 12. Jahrhundert die Gegend um Dublin befestigten, wurde auch hier eine Burg nach 1200 errichtet. Im 15. Jahrhundert wurde die Burg durch Richard Fitzwilliam mit einer neuen Festung innerhalb des sog. Pale ersetzt. Im 17. Jahrhundert wurde William FitzWilliam mit der Festung Dundrum Castle belehnt. Heute sind nur noch Ruinen erhalten.
1813 wurde die katholische Heilig-Kreuz-Kirche an der Main Street errichtet. Dieses Gebäude wurde 1878 durch einen Neubau ersetzt.
Die anglikanische Christuskirche wurde 1818 an der Stelle einer früheren Kirche errichtet.
1850 wurde mit dem Central Mental Hospital die erste forensische Psychiatrie errichtet. Die Nachfolgeeinrichtung steht seit 2020 in Portrane.
1854 wurde der Bahnhof an der Dublin and South Eastern Railway eröffnet.
1881 wurden die Pembroke Cottages errichtet. Von 1881 bis einschließlich 1887 fanden die Dundrum Open, ein Rasenplatztennisturnier statt.
Airfield Estate wurde 1893 erworben und umgestaltet. Heute ist hier eine touristische Erschließung eines landwirtschaftlichen Gutes eingerichtet.
1971 wurde das zweite Shopping-Center in Irland und 2005 mit dem Dundrum Town Centre das größte Shopping-Center in Irland errichtet.

## Persönlichkeiten
- Thomas Smyth (1650–1725), anglikanischer Bischof von Limerick, Ardfert und Aghadoe (1695–1725)
- Isaac Butt (1813–1879), Politiker
- John Thomas Ball (1815–1898), Richter, Politiker und Lord Chancellor von Irland
- Willoughby Hamilton (1864–1943), Tennisspieler
- Violet Spiller Hay (1873–1969), Hymnendichterin und Anhängerin der Kirche Christi, Wissenschaftler
- Seán McGarry (1886–1958), Politiker der Sinn Féin
- Edward Hutchinson Synge (1890–1957), Physiker
- Derek Daly (* 1953), Rennfahrer
- Stephen Roche (* 1959), Radrennfahrer
- Eamon Ryan (* 1963), Politiker der Green Party
- Tom Vaughan-Lawlor (* 1977), Schauspieler

## Galerie

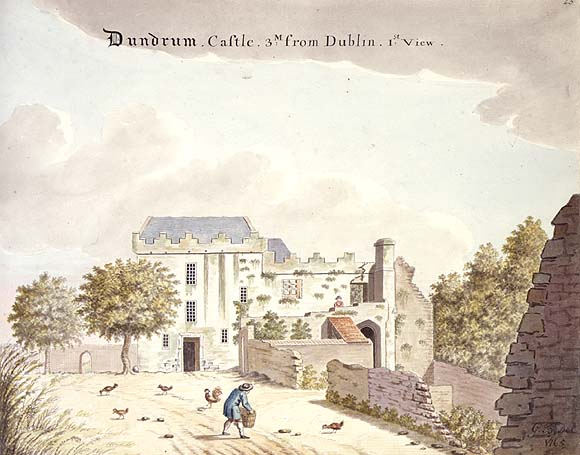
Zeichnung von Dundrum Castle
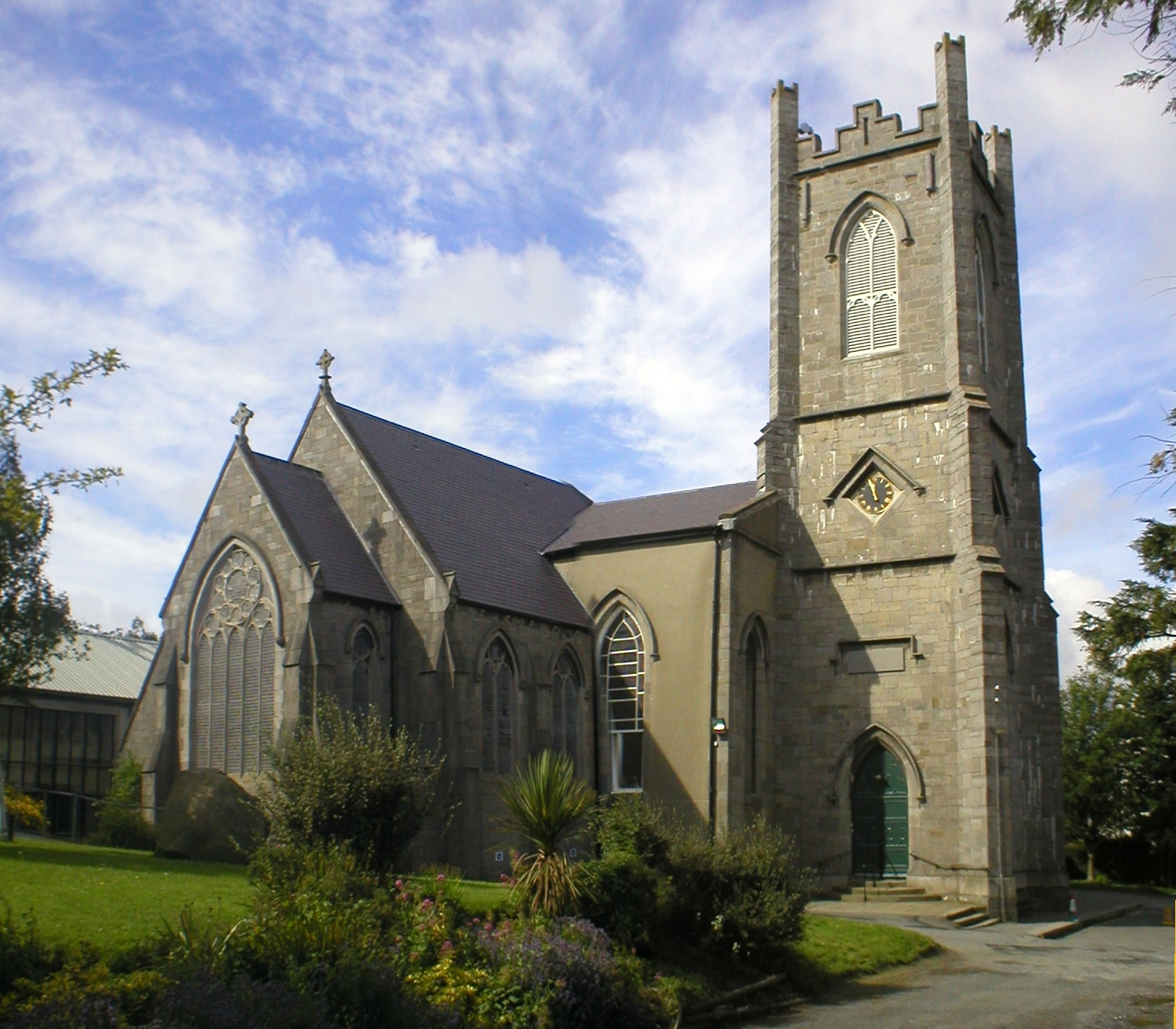
anglikanische Christuskirche
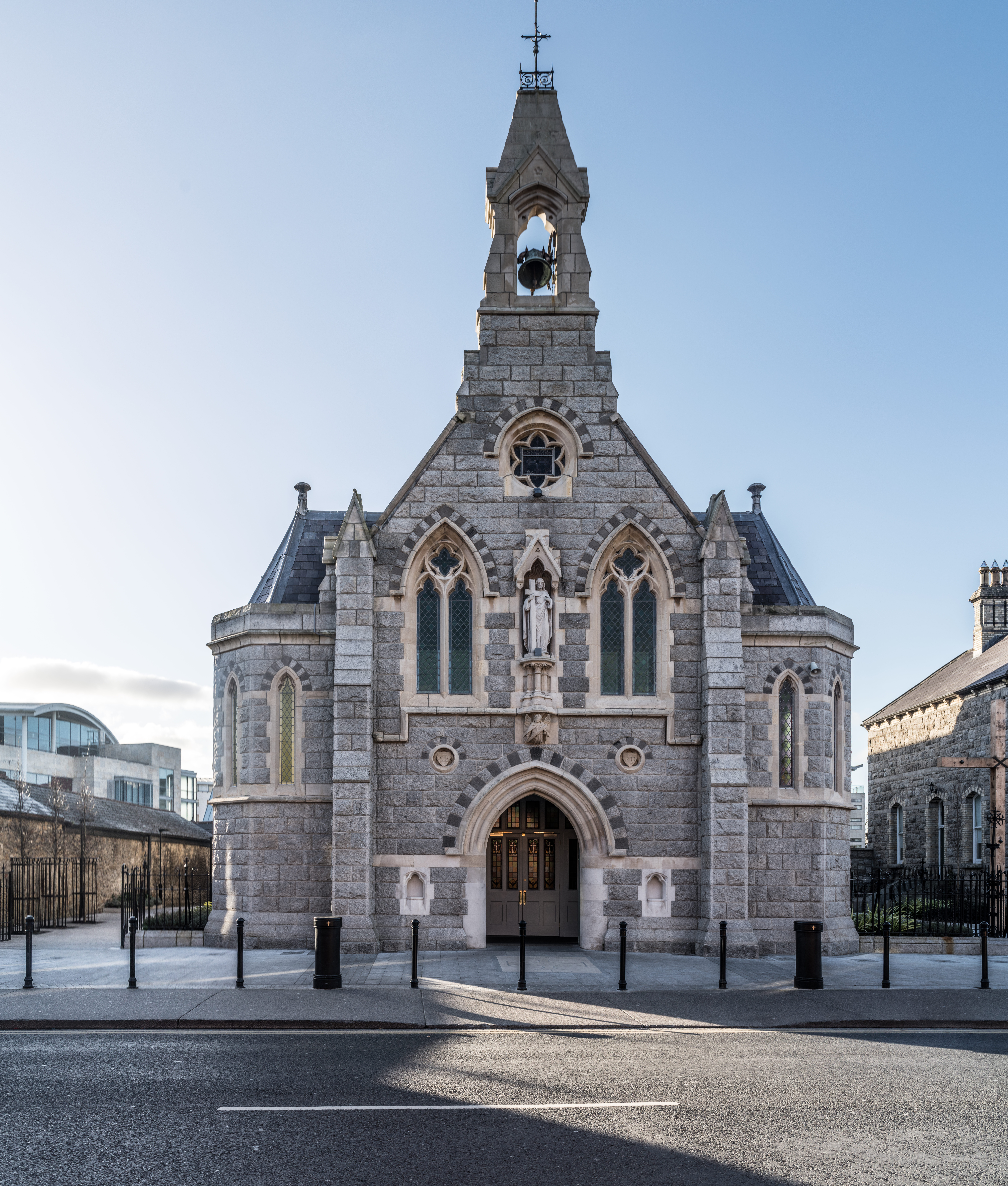
katholische Heiligkreuzkirche
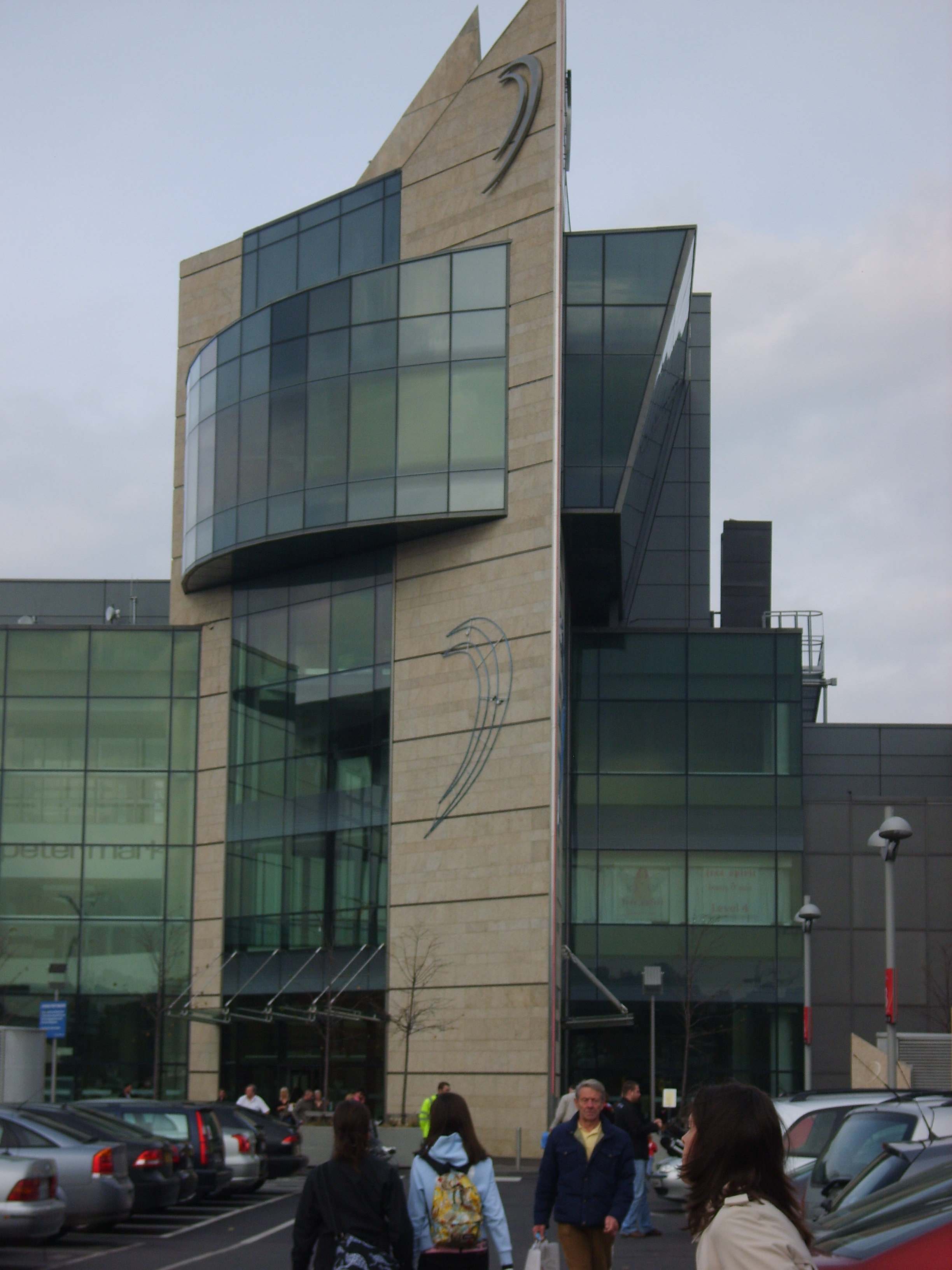
Dundrum Town Centre
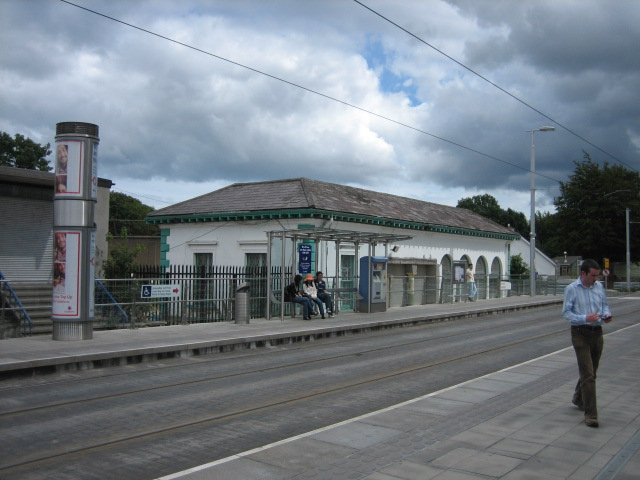
Bahnhof Dundrum
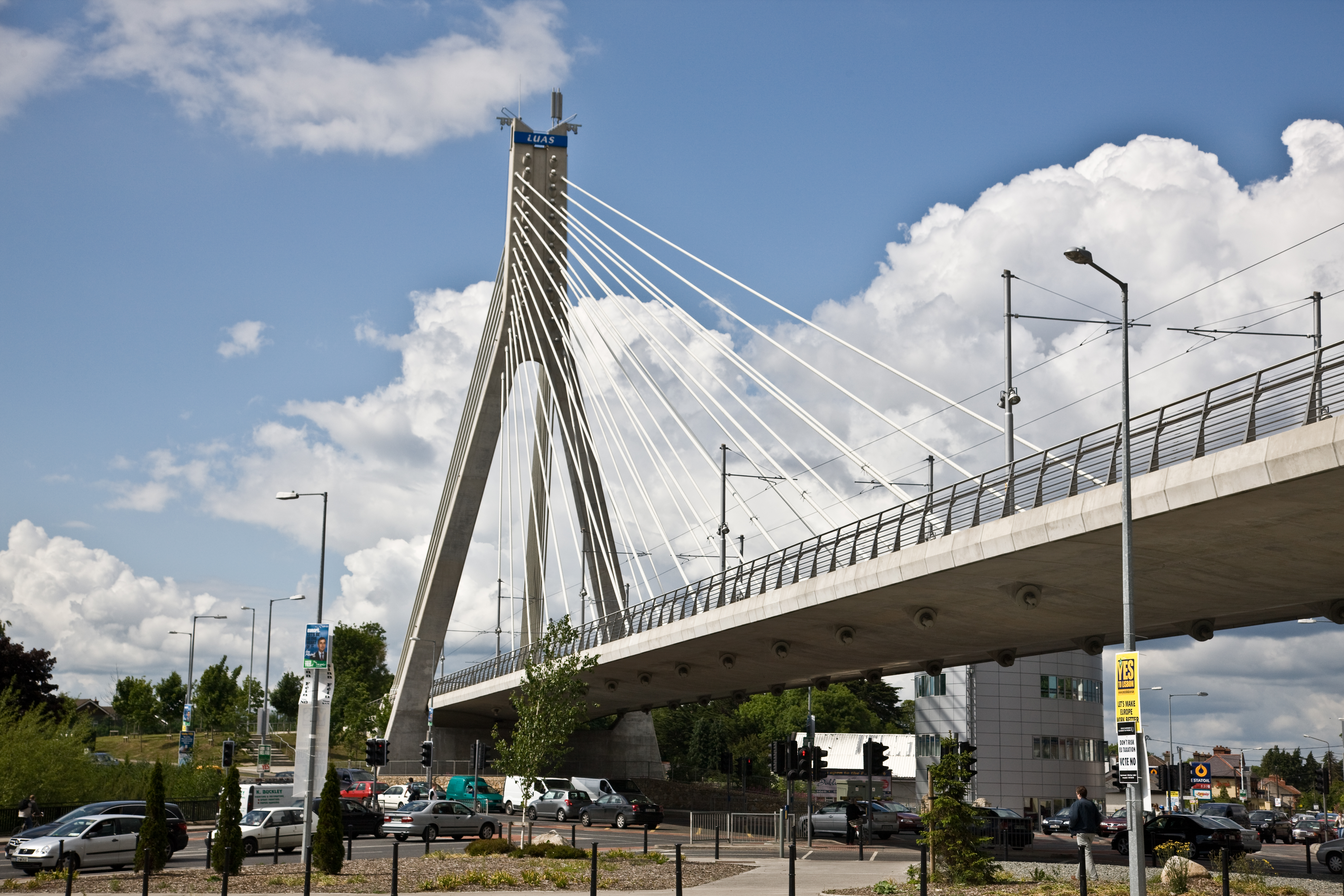
William Dargan Bridge